# Palazzo del Consiglio dei Dodici

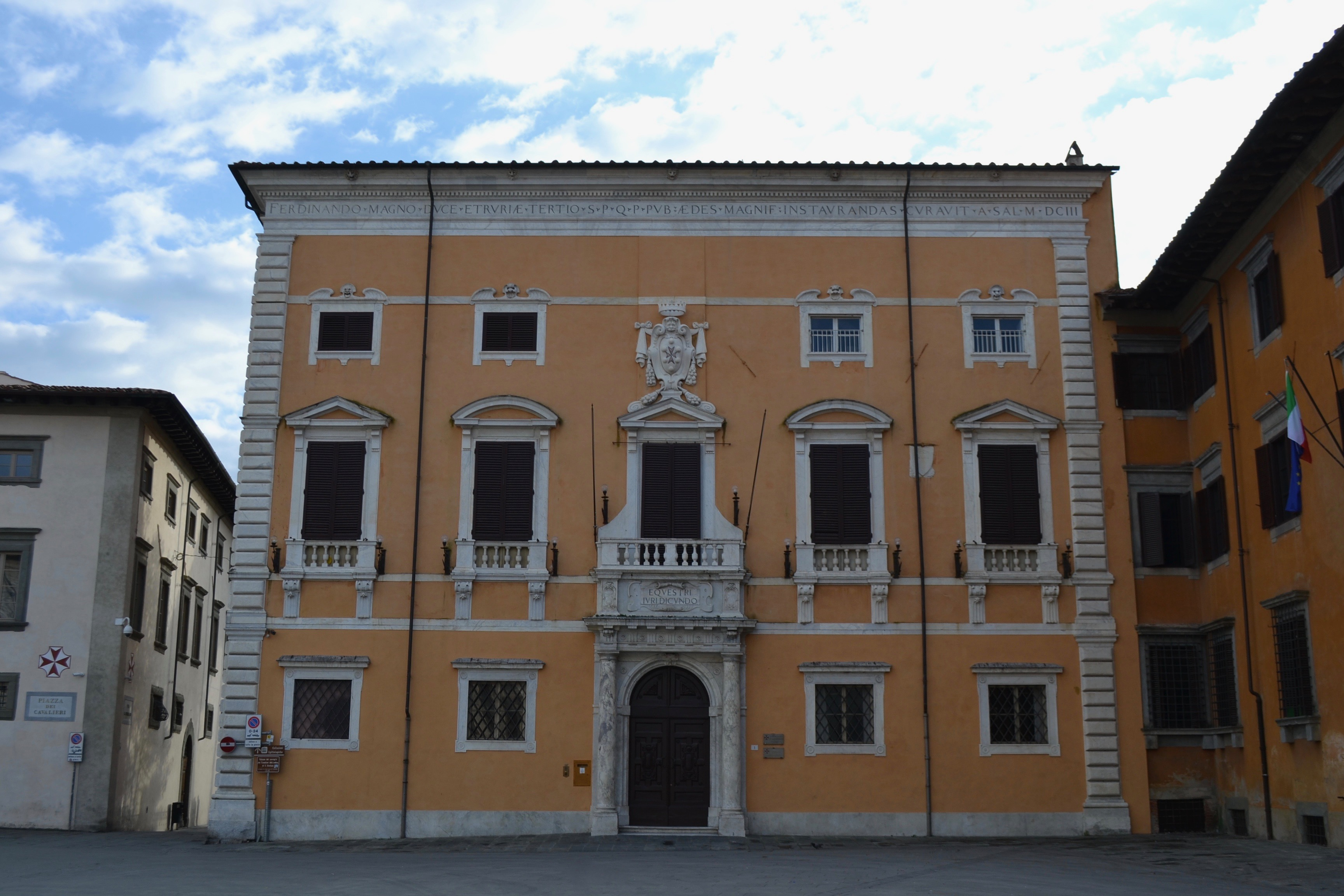
Fachada do Palazzo del Consiglio dei Dodici voltada para a Piazza dei Cavalieri.

O Palazzo del Consiglio dei Dodici (Palácio do Conselho dos Doze) é um palácio situado na Piazza dei Cavalieri, em Pisa, na itália.

## História e Arquitectura
O palácio tem mudado de nome ao longo do tempo de acordo com as magistraturas que foi acolhendo: Palazzo dell'Archivio (Palácio do Arquivo) e Palazzo della Cancelleria (Palácio da Chancelaria) na Idade Média, Palazzo dei Priori (Palácio dos Priores) depois da conquista florentina (1509) e, finalmente, Palazzo del Consiglio dei Dodici quando passou para as mãos da Ordem dos Cavaleiros de Santo Estevão: o Consiglio dei Cavalieri (Conselho dos Cavaleiros), constituido por doze membros escolhidos, era, de facto, um órgão de decisão da Ordem.

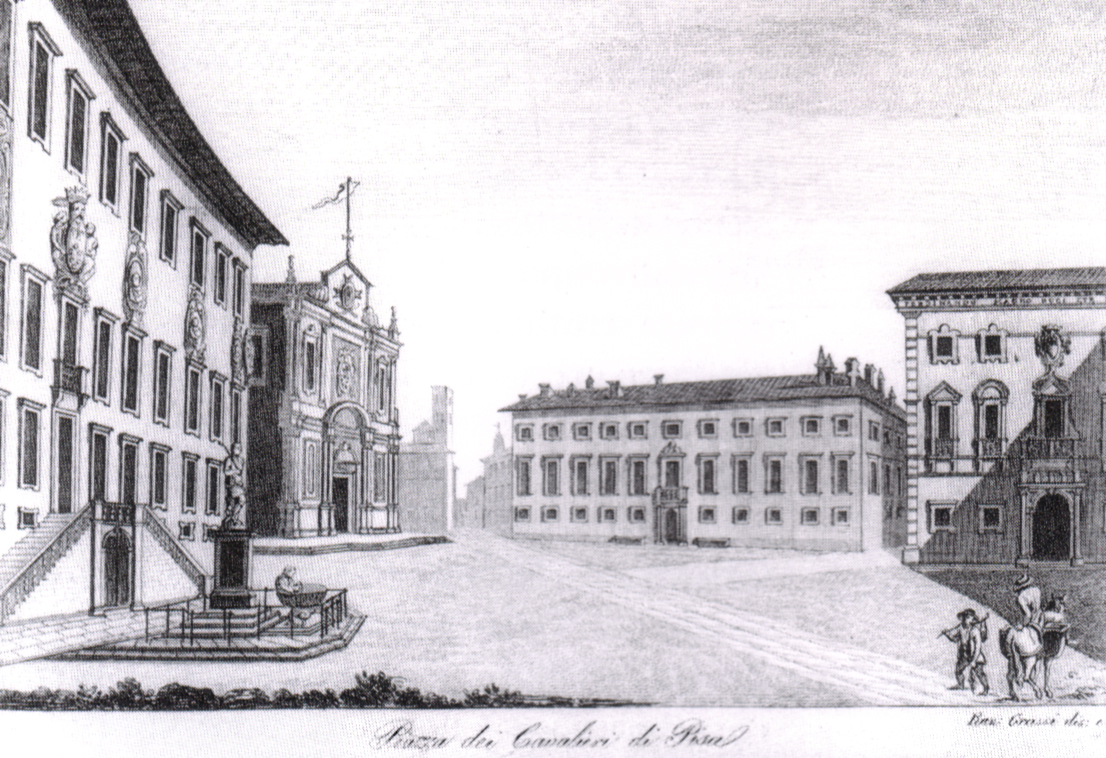
Vista da Piazza dei Cavalieri em 1834, com o Palazzo del Consiglio dei Dodici representado no extremo direito.

No final do século XVI, o palácio foi reestruturado pelo arquitecto Pietro Francavilla, também autor, enquanto escultor, da Estátua de Cosme I situada frente ao vizinho Palazzo della Carovana. Francavilla uniformizou o edifício com as estruturas circundantes, tanto na altura como no estilo das decorações, ao gosto tardo-renascentista. O friso na cornija recorda como os trabalhos foram concluidos em 1603, sob o grãducado de Fernando I de Médici. A passagem para a Ordem militar religiosa ocorreu somente em 1691, quando os Priores se trasferiram para o Palazzo Gambacorti. Aqui, os cavaleiros instalaram o seu Tribunal, como também recorda a inscrição no portal principal.
A fachada é caracterizada, actualmente, por um reboco amarelado, no qual sobressaem as decorações em mármore branco: as molduras das janelas, o portal flanqueado por duas colunas, as aberturas balaustradas no primeiro andar (o piano nobile - andar nobre), as cornijas marca-piso, o brasão, os reforços angulares e a cornija.
No interior conservam-se numerosas obras de arte, como o busto quinhentista de Fernando I de Médici, o fragmento de afresco da Assunção, da escola de Domenico Ghirlandaio (na sala dos brasões, no primeiro andar) e, sobretudo, o Salão de Audiência (Salone dell'Udienza), com as paredes completamente pintadas com temas marinhos, obra de Pietro Paolo Lippi e Antonio Giusti (1681-1683), e o notável tecto entalhado, dourado e pintado com as Virtudes Cardeais, de Ventura Salimbeni (1602); actualmente, ao centro do tecto da sala encontra-se o Triunfo de Santo Estevão, de Giovanni Camillo Gabrielli (1692), que substitui o Triundo de Pisa, de Salimbeni, desde que o edifício se tornou propriedade da Ordem.